# 梶ヶ森天文台
梶ヶ森天文台（かじがもりてんもんだい）は、高知県長岡郡大豊町にある天文台である。

## 概要
標高1200mを超え、周囲に遮るものがない場所に設置された天文台であり、周囲に邪魔になる光源がないため、観測に適している。

## 設備
60cmの反射望遠鏡

## 利用
開館時間
20:00〜21:00頃まで
予約制（観望希望の場合は事前に要連絡）
観覧料
- 大人300円
- 小人200円
- 小学生未満は無料

## アクセス
- 高知自動車道・大豊ICから車で約55分
- JR四国豊永駅から、徒歩で2時間半